# Chiavari
Chiavari (Ciävai en ligur) es una comuna de Italia perteneciente a la ciudad metropolitana de Génova, en la región de Liguria. Cuenta con una población de 27 865 habitantes.
Centro comercial del golfo de Tigullio en el mar de Liguria es la segunda comuna más populosa del territorio y la tercera ciudad, por número de habitantes, de la ciudad metropolitana. Se halla en la margen derecha de la desembocadura del río Entella, al otro lado se halla la ciudad antigua de Lavagna,

## Historia

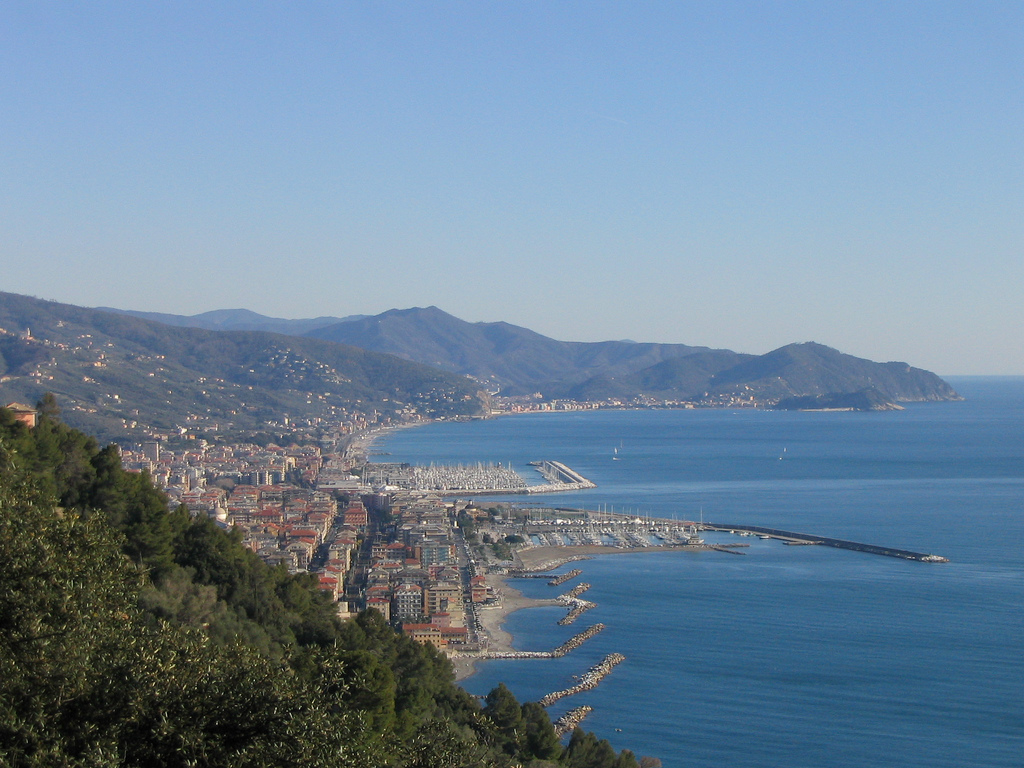
Panorámica de Chiavari con Lavagna al fondo.

Fue una capital del napoleónico departamento de los Apeninos y de la homónima provincia (1817-1859) durante la anexión al Reino de Cerdeña en el 1815, y en la actualidad es un importante centro y punto de referencia para los valles del interior de Chiavari.
Desde 1892 es la sede local de la diócesis de Chivari y de la actividad judicial del Levante o genovés.

## Demografía
En la clasificación regional de las ciudades más populosas se sitúa en el séptimo lugar, precedida de Génova, La Spezia, Savona, Imperia, Sanremo y Rapallo.
| Gráfica de evolución demográfica de Chiavari entre 1861 y 2001 |
|                                                                |
| Fuente ISTAT - elaboración gráfica de Wikipedia                |

## Deportes
Virtus Entella es el club de fútbol de la ciudad. Participa en la Serie C, la tercera categoría del fútbol de Italia. Sus encuentros de local los lleva a cabo en el Estadio Municipal de Chiavari.